# Paradisaea rubra
El ave del paraíso roja (Paradisaea rubra) es una especie de ave paseriforme de la familia Paradisaeidae endémica de las islas Raja Ampat (Indonesia).
Se encuentra únicamente en varias islas del archipiélago Raja Ampat, perteneciente a la provincia indonesia de Papúa Occidental: Waigeo, Batanta, Gemien y Saonek. 
Como las demás aves del paraíso, presenta un marcado dimorfismo sexual. El macho presenta un plumaje principalmente de color castaño rojizo, con el pecho, el manto, los hombros y la nuca de color amarillo intenso, en contraste con el negro de su parte frontal del rostro, y las mejillas y garganta verdes. Presenta largas plumas en el obispillo de aspecto sedoso con puntas blancas que sobrepasan las de la cola, y además presenta dos larguísimas plumas en forma de filamento a ambos lados de la cola. La hembra es similar, pero de tonos más apagados, con las mejillas y garganta negras, y carece de las plumas ornamentales de obispillo y cola.